# Andra svenska lyceum
Andra svenska lyceum, även känd som ASL eller Åshöjden, var ett svenskspråkigt läroverk 1930-1977 i Helsingfors, som 1957 flyttade till en egen skolbyggnad på Sturegatan 6 i Åshöjden. Skolan skiljde sig på sin tid från andra läroverk i Helsingfors genom att mellanskolan började med klass III och krävde sex år i folkskolan.

## Historia
Skolan verkade till en början i flera byggnader, bland annat i ett bostadshus ombyggt till skola vid korsningen av Albertsgatan och Nylandsgatan i Rödbergen. Byggnaden på Albertsgatan 30 innehöll även en verkstad som förde mycket oljud. År 1957 flyttade ASL från Albertsgatan till ett nytt skolhus vid Sturegatan 6 i Åshöjden.
Svenska aftonläroverkets i Helsingfors fungerade i samma byggnad vid Sturegatan 6 åren 1971-2009 och hette 1971-1977 Kvällslinjen vid Andra svenska lyceum, 1977-1990 Kvällslinjen vid Åshöjdens gymnasium och 1990-2009 Helsingfors aftongymnasium.
År 1977 då grundskolreformen genomfördes i Helsingfors bildade Andra svenska lyceum tillsammans med Åggelby svenska samskola Åshöjdens högstadium och Åshöjdens gymnasium. Gymnasiet fungerade vid Sturegatan 6 till år 1990.

## Kända alumner
- Ulf Sundqvist, bankman, politiker